# Hilarie Burton

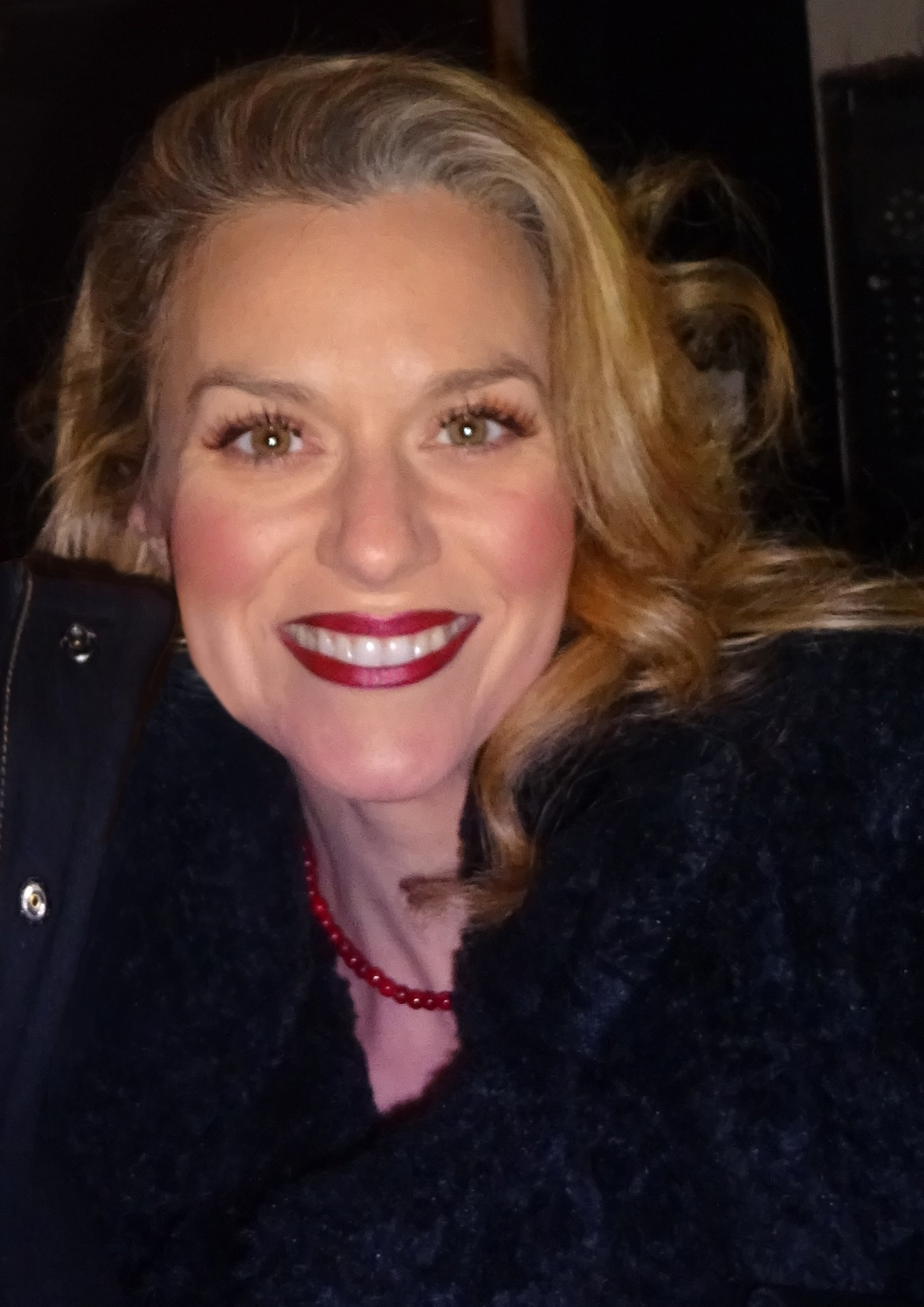
Hilarie Burton (2016)

Hilarie Ross Burton, auch Hilarie Burton Morgan, (* 1. Juli 1982 in Sterling, Virginia) ist eine US-amerikanische Schauspielerin und ehemalige Moderatorin für MTV.

## Leben

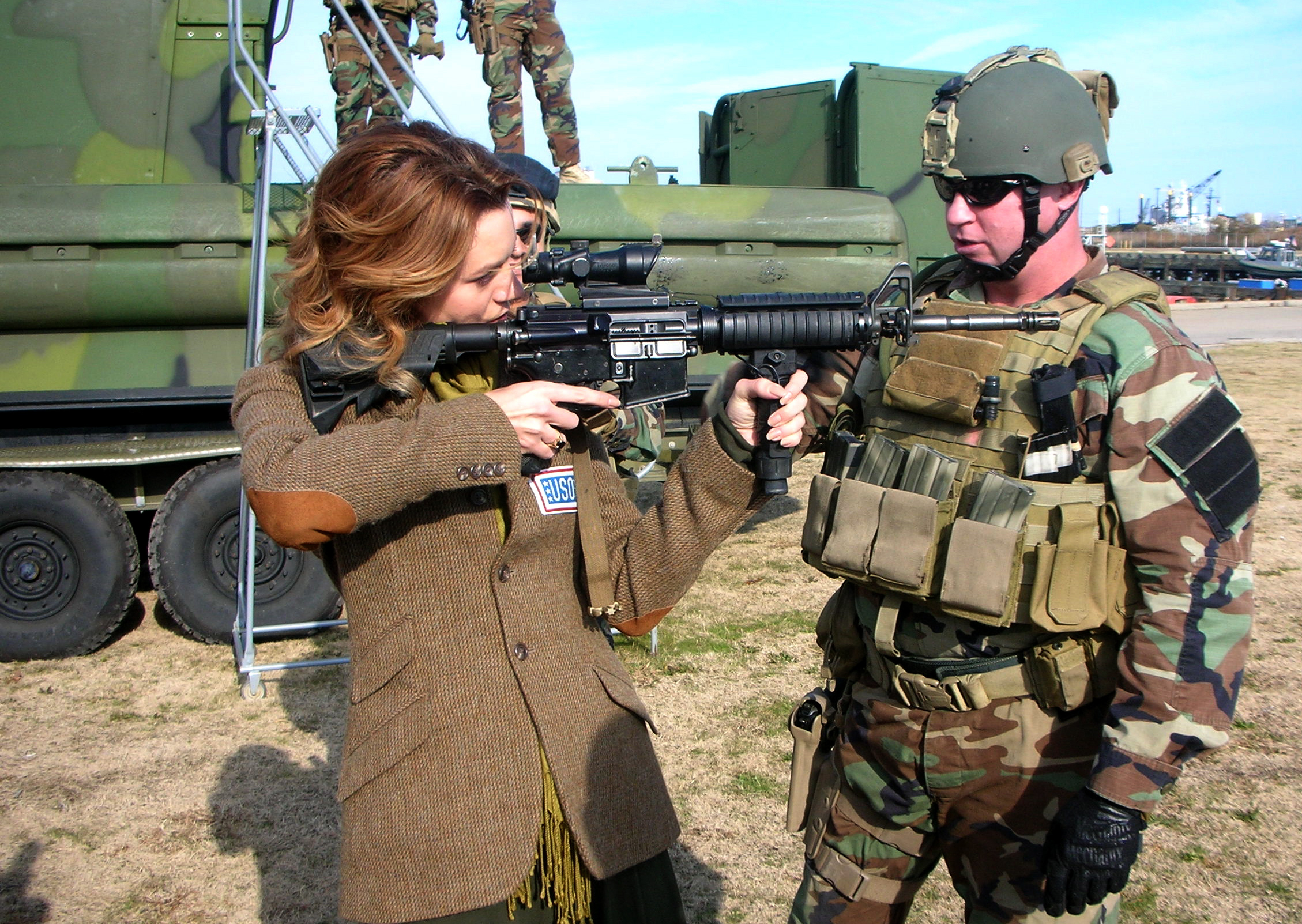
Burton bei einer USO-Visite (2008)

Früh erkannte Burton ihre Leidenschaft fürs Fernsehen und so zog sie mit 18 Jahren nach New York, wo sie die Moderation der bekannten MTV-Show TRL übernahm. Ihren ersten Auftritt als Schauspielerin hatte sie in der Jugendserie Dawson’s Creek. Ein Jahr später bekam sie die Rolle der Peyton Sawyer in der Dramaserie One Tree Hill, die sie bis zum Ende der sechsten Staffel der Serie verkörperte. Seit 2010 spielte sie die Sara Ellis in der Krimiserie White Collar, zuerst nur als Nebendarstellerin, in der dritten Staffel gehörte sie zur Hauptbesetzung und ab der vierten Staffel war sie wieder Teil der Nebenbesetzung. Nebenbei blieb Burton der Moderation treu und pendelte bis 2008 zwischen Wilmington (North Carolina) und New York.
2008 hat Burton gemeinsam mit Kelly Tenney und Nicholas Gray die Independent Filmproduktionsfirma Southern Gothic Production in Wilmington gegründet. Sie geben monatlich einen Musik-Podcast heraus, in dem weniger bekannte Künstler vorgestellt werden. Darüber hinaus haben sie 2009 den Kurzfilm The True-Love Tale of Boyfriend & Girlfriend produziert, der über die Internetplattform Filmbaby vertrieben wird.
Burton wurde für ihr Engagement in der lokalen Filmwirtschaft für drei Jahre in die Filmkommission von North Carolina berufen.
Seit Anfang 2009 ist sie mit dem aus der Serie The Walking Dead bekannten Schauspieler Jeffrey Dean Morgan liiert. Am 5. Oktober 2019 haben Burton und Morgan geheiratet. Das Paar hat einen Sohn (* 2010) und eine Tochter (* 2018).

## Filmografie (Auswahl)
Als Schauspielerin
- 2002: Dawson’s Creek (Fernsehserie, Folge 5x19)
- 2003–2009: One Tree Hill (Fernsehserie, 130 Folgen)
- 2006: Our Very Own
- 2006: Solstice
- 2007: Eine ganz normale Clique (Normal Adolescent Behavior)
- 2007: The List
- 2008: Little Britain USA (Fernsehserie, Folge 1x06)
- 2008: Die Bienenhüterin (The Secret Life of Bees)
- 2010–2013: White Collar (Fernsehserie, 25 Folgen)
- 2012: Castle (Fernsehserie, Folge 4x13 Ein Haufen Kläffer)
- 2012: Naughty or Nice
- 2013: Grey’s Anatomy (Fernsehserie, Folge 9x22–9x24)
- 2013: Hostages (Fernsehserie, 4 Folgen)
- 2013: Christmas on the Bayou (Fernsehfilm)
- 2014: Black Eyed Dog
- 2014: Forever (Fernsehserie, 2 Folgen)
- 2015: Surprised by Love (Fernsehfilm)
- 2015: Extant (Fernsehserie, 6 Folgen)
- 2016: C’est la vie – Ein Sommer in Frankreich (Summer Villa, Fernsehfilm)
- 2016–2017: Lethal Weapon (Fernsehserie, 6 Folgen)
- 2018: The Christmas Contract (Fernsehfilm)
- 2019: A Christmas Wish (Fernsehfilm)
- 2020: Council of Dads (Fernsehserie, 6 Folgen)
- 2021: The Walking Dead (Fernsehserie, Folge 10x22)
- 2025: The Walking Dead: Dead City (Fernsehserie, Folge 2x07)

Als Moderatorin
- 2000–2008: TRL: Total Request Live
- 2002: MTV Hits
- 2003: The Real World Las Vegas Reunion
- 2003: Pepsi Smash
- 2004: Spring Break Celebrity Fantasies

Als Produzentin
- 2009: The True-Love Tale of Boyfriend & Girlfriend